# أدريان إيلي
ادريان ايلي (بالرومانية: Adrian Ilie)‏ مواليد 20 أبريل 1974 في كرايوفا، هو لاعب كرة قدم روماني سابق كان يلعب كلاعب وسط. سبق له أن لعب في كأس العالم لكرة القدم مع منتخب بلاده. لعب خلال مسيرته 287 مباراة سجل خلالها 100 هدفاً.

## المسيرة الاحترافية

### أندية لعب لها
- نادي ستيوا بوخارست
- نادي فالنسيا
- ألافيس
- نادي بشكتاش
- نادي زيورخ

## روابط خارجية
- أدريان إيلي على موقع الاتحاد الدولي (مؤرشف)  (الإنجليزية)
- أدريان إيلي على موقع الاتحاد الأوربي (الإنجليزية)
- أدريان إيلي على موقع اتحاد تركيا (لاعب) (الإنجليزية)
- أدريان إيلي على موقع قاعدة بيانات كرة القدم.إي يو (الإنجليزية)
- أدريان إيلي على موقع ناشيونال فوتبول تيمز (الإنجليزية)
- أدريان إيلي على موقع عالم كرة القدم.نت (الإنجليزية)